# اووری
اووری (به لاتین: Owerri) یک شهر در نیجریه است که در ایالت ایمو واقع شده‌است.

## خصوصیات
اووری ۷۵۱٬۸۷۳ نفر جمعیت دارد.

## خواهرخوانده
شهر گرشام، اورگن خواهرخواندهٔ اووری هست.